# Martin Ovenstad
Martin Rønning Ovenstad (* 18. April 1994 in Drammen) ist ein norwegischer Fußballspieler.

## Karriere
Ovenstad begann seine Karriere beim Mjøndalen IF. Für die Profis debütierte er im April 2010 in der 1. Division, als er am vierten Spieltag der Saison 2010 gegen den Moss FK in der Startelf stand und in der 58. Minute durch Baboucarr Sarr ersetzt wurde.
Nach 36 Spielen in der zweiten Liga wechselte Ovenstad zur Saison 2012 zum Erstligisten Strømsgodset IF. Sein Debüt in der Eliteserien gab er im Juni 2012 gegen den Hønefoss BK in der 85. Minute für Øyvind Storflor ins Spiel gebracht wurde. Zu Saisonende hatte Ovenstad drei Ligaspiele für den Verein aus seiner Heimatstadt Drammen zu Buche stehen. In der folgenden Saison wurde er mit Strømsgodset Meister. In der Meistersaison absolvierte er 13 Ligaspiele und konnte am 15. Spieltag gegen den FK Haugesund auch seinen ersten Treffer in der höchsten norwegischen Spielklasse erzielen. In der folgenden Saison absolvierte er erneut 13 Spiele. In der Saison 2015 konnte sich Ovenstad langsam durchsetzen: Der Mittelfeldakteur kam auf 27 Ligaspiele, von denen er 15 von Beginn an absolvierte.
Im Januar 2017 wechselte Ovenstad zum österreichischen Bundesligisten SK Sturm Graz, bei dem er einen bis Juni 2019 gültigen Vertrag erhielt. Im Februar 2018 wurde er zurück nach Norwegen an Stabæk Fotball verliehen.
Im August 2018 wurde sein Vertrag bei Sturm Graz aufgelöst. Im September 2018 kehrte er zu Strømsgodset IF zurück.

## Erfolge
- Österreichischer Cup-Sieger: 2018